# Tião Miranda
Sebastião Miranda Filho (Marabá, 2 de abril de 1957), mais conhecido como Tião Miranda, é um empresário e político brasileiro, filiado ao Partido Social Democrático (PSD). Foi prefeito de Marabá de 1 de janeiro de 2017 até 31 de dezembro de 2024.

## Biografia
Sebastião Miranda Filho nasceu em 2 de abril de 1957 no Hospital Municipal de Marabá (HMM). É filho de Sebastião Miranda e Ana Miranda. Seu pai, já falecido, era natural da Vigia no Pará, e sua mãe de Filadélfia no estado de Goiás (atualmente parte do estado de Tocantins).
Viveu e estudou durante toda a sua infância e adolescência em Marabá, mudando posteriormente para Belo Horizonte para se formar em Engenharia Elétrica pela Universidade Federal de Minas Gerais (UFMG). Foi na UFMG que iniciou sua militância política, dentro do movimento estudantil.
Ao retornar à Marabá foi trabalhar, junto com seus irmãos, nos negócios de construção civil da família.

## Carreira política
Seu primeiro cargo político na administração pública se deu ao assumir, a convite do então prefeito de Marabá, Haroldo Bezerra, a chefia da Secretário Municipal de Obras e Viação.
Foi um dos coordenadores da campanha que levou o médico Geraldo Mendes de Castro Veloso a vencer o pleito municipal de 1996, na qualidade de vice-prefeito, acumulando a função de Secretário de Obras. Veloso e Tião foram reeleitos em 2000 com 27.253 votos. Tião assumiu interinamente a prefeitura de Marabá com a morte do então prefeito Geraldo Veloso em 2 de fevereiro de 2002.

### Gestão à frente da prefeitura
Empossado definitivamente como prefeito em 6 de fevereiro do mesmo ano, Tião Miranda em seguida deu início a sua gestão. Seu mandato a frente da prefeitura caracterizou-se pelo saneamento das contas públicas e enxugamento da máquina administrativa, com rigoroso corte nas despesas e economia nos gastos. Caracterizou-se também pelo foco urbanístico que deu às obras que executou em Marabá.
Nas eleições municipais de 2004, Tião Miranda e seu vice-prefeito Ítalo Ipojucam foram eleitos pela coligação "União Pelo Trabalho" que reuniu os partidos PTB-PDT-PP-PSL-PL-PSB-PCdoB, obtendo 37.625 votos dos 82.954 apurados. 
Em sua segunda gestão iniciada em 2005, foi afastado por mais de cinco meses da administração municipal enquanto era investigado por abuso de poder econômico e compra de votos.
Em 2008 tentou eleger como prefeito de Marabá seu então aliado político João Salame Neto. Salame ficou em segundo lugar no pleito, perdendo para Maurino Magalhães de Lima, que conquistou mais 49,79% dos votos válidos. Posteriormente em 2012, viu João Salame se eleger ao cargo de chefe de executivo, mas desta vez como seu opositor político.

### Como deputado
Em 2010, Miranda elegeu-se deputado estadual pelo estado do Pará. Em 2011 foi indicado pelo governador do Pará, Simão Jatene, para assumir a Secretaria de Estado de Obras Públicas. Assumiu a pasta em um dos mandatos mais curtos na administração do governo do estado, inciando em 28 de janeiro de 2011, e renunciando cinco dias depois, em 2 de fevereiro de 2011, retomando seu mandato de parlamentar.
Já como deputado, foi muito criticado em Marabá pela sua atuação durante o plebiscito sobre a divisão do estado do Pará em 2011, em que, embora sendo eleito pela região do Carajás, esteve virtualmente distante durante boa parte do escrutínio.

### Candidato a prefeito
Em 2012 candidatou-se novamente ao cargo de prefeito de Marabá, pleito no qual tinha como principais concorrentes o seu ex-aliado, na época deputado, João Salame, e o então prefeito Maurino Magalhães de Lima. Com 41,14% do total de sufrágios válidos, Miranda fica somente em segundo no pleito. Após a eleição retornou ao seu mandato como parlamentar.
Em 2016, Miranda concorre mais uma vez ao cargo de chefe de executivo, contra Manoel Veloso (DEM), Jorge Bichara (PV) e Rigler Aragão (PSOL), sendo eleito com 59.416 votos.